# Eric Maskin
Eric Stark Maskin (ur. 12 grudnia 1950 w Nowym Jorku) – amerykański ekonomista, profesor ekonomii na Uniwersytecie Harvarda i na Uniwersytecie Princeton, laureat Nagrody Banku Szwecji im. Alfreda Nobla w dziedzinie ekonomii.
Ukończył studia wyższe na Uniwersytecie Harvarda, gdzie w 1976 roku obronił doktorat z matematyki stosowanej.
15 października 2007 otrzymał, wraz z Leonidem Hurwiczem i Rogerem Myersonem Nagrodę Banku Szwecji im. Alfreda Nobla za mikroekonomiczne modele, które mają pomagać w ocenie funkcjonowania i efektywności różnych rynków.